# Andrzej Diakonow
Andrzej Mieczysław Diakonow (ur. 14 stycznia 1950 w Klembowie) – polski polityk, ekonomista i urzędnik państwowy.
W latach 1991–1992 kierownik Ministerstwa Gospodarki Przestrzennej i Budownictwa, poseł na Sejm IV kadencji, w latach 2017–2019 zastępca szefa Komisji Nadzoru Finansowego.

## Życiorys
Ukończył studia na Wydziale Ekonomiczno-Społecznym Szkoły Głównej Planowania i Statystyki. Należał do Polskiej Zjednoczonej Partii Robotniczej. Pracował w przemyśle chemicznym, następnie od 1989 w aparacie administracyjnym Ministerstwa Finansów. Później pełnił funkcję sekretarza stanu w Ministerstwa Gospodarki Przestrzennej i Budownictwa. W rządzie Jana Olszewskiego zajmował stanowisko kierownika tego resortu (od grudnia 1991 do lipca 1992).
Był członkiem Porozumienia Centrum, następnie Prawa i Sprawiedliwości. W latach 1993–1998 pracował jako doradca prezesa Najwyższej Izby Kontroli, natomiast od 1998 do 2001 zasiadał w zarządzie CIECH S.A.  W wyborach samorządowych w 1998 uzyskał mandat radnego gminy Klembów z listy Akcji Wyborczej Solidarność. W wyborach parlamentarnych w 2001, startując w okręgu opolskim z listy PiS, otrzymał 2990 głosów, uzyskując mandat posła IV kadencji. W grudniu 2003 zrzekł się immunitetu poselskiego i zawiesił członkostwo w PiS. W 2005 nie ubiegał się o reelekcję.
W 2007 objął stanowisko zastępcy wójta gminy Klembów. Działał w Ruchu Narodowym, 13 czerwca 2015 został wybrany w skład rady politycznej partii. W 2016 został dyrektorem Departamentu Audytu Wewnętrznego w Narodowym Banku Polskim, a w 2017 zastępcą szefa Komisji Nadzoru Finansowego. Został odwołany z funkcji w KNF w styczniu 2019.